# June (Magazin)
June (Eigenschreibweise in Versalien, auch Comic June) ist ein japanisches Manga-Magazin von Sun Shuppan, das sich Geschichten um die Liebe zwischen Männern widmet und an eine weibliche Leserschaft gerichtet ist. Es gilt als das erste Magazine des Shōnen Ai und späteren Boys’-Love-Genres. So wurde der Name des Magazins auch zu einem Synonym für das Genre. Die etwa 300 Seiten umfassenden Ausgaben im Format B5 erscheinen alle zwei Monate und setzten sich auf dem Höhepunkt des Manga-Marktes in den 1990er Jahren etwa 100.000 Mal ab. Für einen höheren Preis sind außerdem Hardcover-Ausgaben erhältlich.
Von 1982 bis 2003 erschien im Wechsel mit June alle zwei Monate das Schwestermagazin Shōsetsu June (小説JUNE) mit Prosa-Kurzgeschichten über Liebe unter Männern. 1996 wurde außerdem eine großformatiges June-Illustrierte mit Bildern junger Männer aufgelegt sowie 1995 und 1996 zwei Ausgaben von Roman June (ロマンJUNE), das Prosa und Manga mit „realen“ homoerotischen Geschichten für eine ältere Leserschaft enthält. Das Originalmagazin erhielt damals den Zusatz Comic June (コミックJUNE). Erfolgreiche Serien aus dem Magazin wurden von Sun Shuppan als Sammelausgaben veröffentlicht, als Hörspiele oder Anime adaptiert. Die letzte Ausgabe unter dem Namen Comic June erschien am 28. Dezember 2012 (Ausgabe 2/2013).
Vom 6. April 2006 bis 19. Januar 2009 erschien mit Koi June (恋 JUNE) eine Illustrierte mit Manga, Prosa und DVD in sieben Ausgaben, sowie am 9. Februar 2007 ein ähnliches Schwestermagazin namens DVD June. Beide wurden dann zusammengelegt und werden seit dem 18. Juni 2009 unregelmäßig unter dem Titel DVD June verlegt.

## Geschichte und Inhalte
Das Konzept von June wurde in den 1970er Jahren vom späteren Redakteur Toshihiko Sagawa entwickelt. Er erkannte im Markt für Mädchen-Comics in Japan eine Nische für Geschichten über androgyne Männer und Homoerotik, wie sich bereits in den Werken der Gruppe der 24er abzeichnete, aber auch in anderen Bereichen der Popkultur – so in der weiblichen Fanszene des Glamrock. So wurde 1978 vom auf Erotik spezialisierten Verlag Sun Shuppan mit June ein Magazin gestartet, das sich um diese Themen drehte. Dieser erste Versuch wurde 1979 wieder eingestellt. 1981 folgte der zweite Start von June, wieder mit Toshihiko Sagawa.
Wegen des geringen Budgets werden vor allem junge Zeichner engagiert, die selbst Teil der weiblichen Mangafanszene sind, und die Honorare sind entsprechend gering. Auch später blieb die Autoren- und Mitarbeiterschaft des Magazins großteils weiblich, um die Perspektive der Leserschaft zu bewahren. Diese besteht fast ausschließlich aus Frauen, von der Oberschülerin bis zur Hausfrau in ihren Vierzigern.
Die Geschichten im Magazin drehen sich um die Liebe zwischen Männern, die für ihre Liebe meist große gesellschaftliche Hindernisse überwinden müssen, und widmeten sich der in diesen Dramen und Tragödien liegenden Schönheit. Auch die Liebe eines älteren Mannes zu einem deutlich jüngeren ist oft Thema. Die Männer werden meist androgyn entsprechend dem Ideal des Bishōnen dargestellt. In den ersten Jahren des Magazins endeten viele Geschichten noch mit Suizid und spielten an exotischen, das heißt westlichen Schauplätzen. Später wurden glückliche Enden üblicher. Die Geschichten sind oft sehr explizit, müssen aber keine Sexszenen enthalten.
Ab 1990 hatte das Magazin mit seinen Geschichten Einfluss auf die Entwicklung der japanischen Homosexuellen und deren Identität, so Sandra Buckley. Die Verkäufe erreichten Mitte der 1990er Jahre ihren Höhepunkt mit etwa 100.000, danach gingen sie bis auf etwa 40.000 im Jahr 1998 zurück.

## Künstler
Folgende Künstler waren für das Magazin tätig:
- Mizuki Kawashita
- Tomomi Kobayashi
- Kaoru Kurimoto
- Fumiko Takano
- Keiko Takemiya
- Akimi Yoshida